# Емили Вотсон
Емили Вотсон (енгл. Emily Watson) је енглеска глумица, рођена 14. јануара 1967. године у Лондону (Енглеска).